# Bebearia carshena
Bebearia carshena är en fjärilsart som beskrevs av William Chapman Hewitson 1871. Bebearia carshena ingår i släktet Bebearia och familjen praktfjärilar. Inga underarter finns listade i Catalogue of Life.

## Bildgalleri

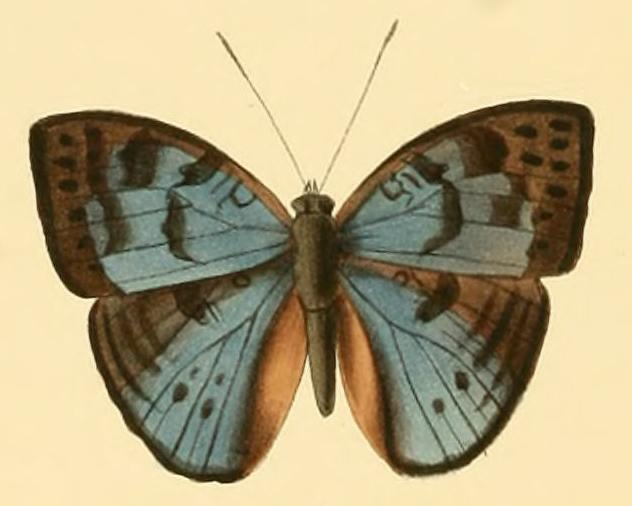
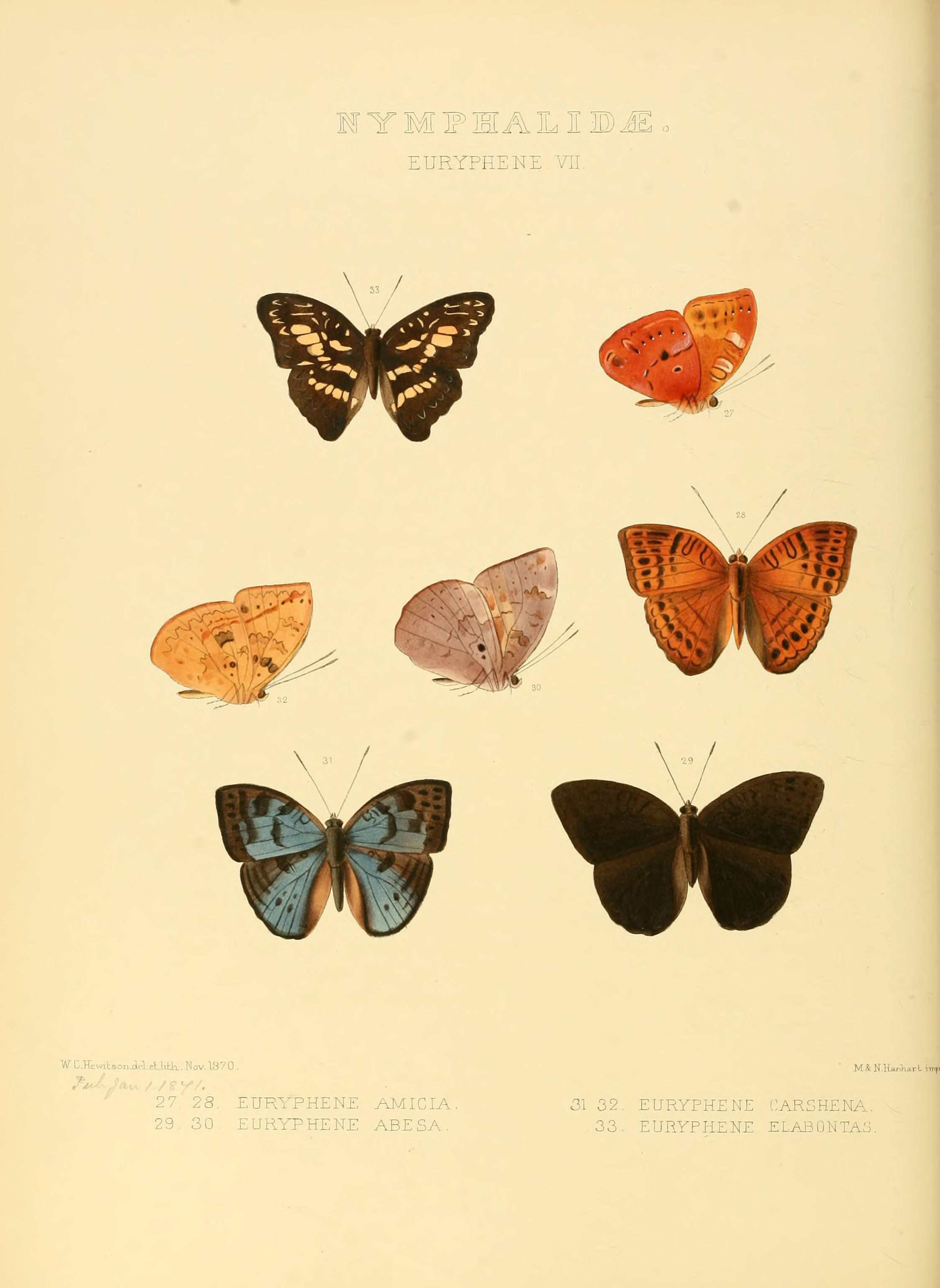